# Irati (ort)
Irati är en ort i Brasilien.   Den ligger i kommunen Irati och delstaten Paraná, i den södra delen av landet, 1 100 km söder om huvudstaden Brasília. Irati ligger 848 meter över havet och antalet invånare är 45 830.
Terrängen runt Irati är platt. Det finns inga andra samhällen i närheten.
Omgivningarna runt Irati är en mosaik av jordbruksmark och naturlig växtlighet. Runt Irati är det ganska tätbefolkat, med 124 invånare per kvadratkilometer.